# 오토세

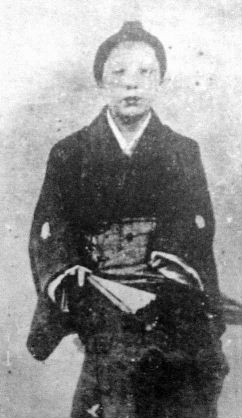
오토세.

오토세(일본어: お登勢, 1829년 ~ 1877년 9월 7일)는 막부 말기 테라다야(寺田屋)의 여주인이다.
오쓰에서 여관을 경영하고 있던 大本重兵衛의 차녀로 태어났다. 교토 후시미의 선숙(船宿)인 테라다야의 제6대 주인 테라다야 伊助의 아내가 되었는데, 남편이 방탕하여 경영이 악화되고, 술을 과음한 남편이 병으로 쓰러져 요절해 이후는 오토세가 테라다야의 경영을 관리했다. 세상 이야기를 하기를 좋아하여 사카모토 료마 등 막부에게 감시받던 존황양이파의 지사들을 보호했다. 이 때문에 막부 측에서 위험인물로 판단해 옥에 갇혔던 적도 있다.
1863년, 테라다야 사건이 일어나 사쓰마번 무사들이 칼부림을 벌인 이후 사쓰마 번으로부터 위문금이 들어오자 즉석에서 다다미와 맹장지를 바꾸고 영업할 수 있도록 정돈했다. 그 이후로도 료마나 존황양이 지사들을 자주 숨겨 주었다. 메이지 10년인 1877년에 죽었다.